# Brezoaia
Brezoaia è un comune della Moldavia situato nel distretto di Ștefan Vodă di 1.035 abitanti al censimento del 2004.